# Basket Landes
Maillots
Actualités
Basket Landes est un club français féminin de basket-ball. Le club est basé dans la ville de Mont-de-Marsan ; néanmoins son origine est liée au village d'Eyres-Moncube. Depuis septembre 2015, les matchs sont joués à l'espace François-Mitterrand à Mont-de-Marsan.
Lors de la saison 2024-2025, l'équipe évolue en première division du championnat de France.

## Historique
Les prémices du club de Basket Landes se situent à Eyres-Moncube ; les performances de l'Union sportive eyroise (USE) en Nationale 1 puis Nationale 2, puis de l'Eyres Fargues Coudures Basket (EFCB) issu de la fusion des clubs des trois communes ont permis d'avoir une équipe féminine jouant à haut niveau. À la fin de la saison 2001-2002, le club doit décliner sa promotion en deuxième division, la Nationale 1 féminine, pour des raisons de structure administrative. Cet évènement, arrivant alors qu'une réflexion était déjà en cours sur la création d'une structure professionnelle afin de suivre l'avènement du basket professionnel féminin survenu dans les années 1990, conduit à la fin de la saison 2002-2003 à la fondation de l'Entente féminine Club Basket Landes (EFCBL),, en utilisant les droits sportifs de l'EFCB, afin de pérenniser la présence du basket-ball au niveau local,,.
Voulant retrouver le haut niveau, mais de manière plus structurée qu'à l'époque de l’USE et de l'EFCB, le comité des Landes et le conseil général des Landes s'impliquent afin d'accompagner le développement de Basket Landes et de contribuer à la mise en place d'un « club 
à vocation départementale ». Ces progrès ont pour point d'orgue l'accession en Nationale féminine 1 – la deuxième division – en 2006 ; à cette occasion, l'équipe déménage à la salle Laloubère de Saint-Sever.
Pour leur première saison en NF1, les joueuses de Basket Landes terminent deuxième ex æquo avec Dunkerque, derrière Reims qui accède en Ligue féminine. Elles ont un excellent parcours en Coupe de France, où après avoir réalisé l'exploit d'éliminer Montpellier, elles chutent avec les honneurs face à l'armada européenne de Bourges (-26) en quart de finale.
Lors de la saison 2010-2011, Basket Landes réussit une excellente saison avec la cinquième place et se qualifie pour l'Eurocoupe. Le club joue la stabilité pour la saison suivante, avec un effectif presque inchangé, renforcé de Camille Aubert.
« Pour jouer de front le championnat et la Coupe d'Europe, il nous faudrait une neuvième joueuse pro, dans l'absolu une intérieure, mais pour l'heure, nous n'en avons pas les capacités financières ». L'embauche d'une directrice administrative ajouté aux efforts consentis pour resigner l'effectif malgré un budget à la hausse (de 950 000 à 1 M€), soit bien en dessous du budget moyen des clubs de Ligue féminine, estimé à 1,2 M€, ne permet pas un effectif plus étoffé. En novembre 2011, Agnė Abromaitė-Čiudarienė vient renforcer l'équipe.
Pour progresser, Basket Landes devait évoluer vers 2014-2015 dans une nouvelle salle de 2 400 personnes à la place de l'actuelle salle Laloubère de 1 000 places . En attendant, certaines rencontres de gala sont disputées à l'espace François-Mitterrand de Mont-de-Marsan qui compte 2 600 places . Toutefois, le projet est remis en cause après les élections municipales de 2014 et un changement de majorité à la communauté de communes du Cap de Gascogne.
En 2014-2015, Basket Landes dispute l'Eurocoupe, ayant cependant refusé un repêchage dans la compétition reine qu'est l'Euroligue. Le 1er avril 2015, Basket Landes dispute sa dernière rencontre à la salle Laloubère de Saint-Sever. À partir de la saison 2015-2016, le club déménage définitivement à l'espace François-Mitterrand de Mont-de-Marsan,.
En décembre 2015, le club se qualifie pour un quart de finale historique en Eurocoupe. La saison européenne se terminera en demi-finale face à une autre équipe française, l'ESBVA-LM, sur le score cumulé de 108 à 150. 
En février 2016, Céline Dumerc, alors capitaine de l'équipe de France et de Bourges Basket annonce sa venue à Basket Landes pour la saison suivante.
En juillet 2018, le club adopte un plan nommé « Basket Landes 2022 » qui doit l'amene à viser l'Euroligue, alors qu'en 2018 le club ne disposait que du septième budget de LFB avec 1,487 million , soit un peu plus de la moitié de celui de Bourges.
En mai 2021, Basket Landes atteint la finale du championnat de France pour la première fois de son histoire ; le club est ensuite sacré champion de France, grâce à sa victoire 72-64 face à Lattes Montpellier. L'année suivante, le club remporte la Coupe de France au terme de deux prolongations ; il conserve son titre la saison suivante.
Le 16 mai 2025, Basket Landes devient champion de France pour la deuxième fois de son histoire en venant à bout de Tarbes Gespe Bigorre en trois matchs ; contrairement à son premier titre, ce sacre a lieu à domicile devant son public.

## Palmarès
- Championnat de France D1 :
  - Champion : 2021, 2025
  - Finaliste : 2024
- Coupe de France :
  - Vainqueur : 2022, 2023
  - Finaliste : 2024
- Match des champions :
  - Vainqueur : 2023
  - Finaliste : 2022, 2021
- Championnat de France NF1 :
  - Vainqueur : 2008

## Personnalités du club

### Présidents
- Dominique Lafargue (2009-2013[5], co-président)
- Didier Deslous (2010-2016[21], co-président)
- Pierre Dartiguelongue (2013[22]-2016[23], co-président)
- Marie-Laure Lafargue (2018-2024[24])
- Audrey Lacroix (depuis 2024[24])

### Entraîneurs
- Gilles Gardères (2003-2004)
- Olivier Lafargue (2004-2017)
- Cathy Melain (2017-2019)
- Julie Barennes (depuis 2019)

### Saison 2024-2025
| Numéro | Nom                   | Date de naissance | Taille | Nationalité | Poste         |
| 5      | Marie Pardon          | 5 janvier 2001    | 1,78 m | France      | Arrière       |
| 6      | Mariama Ndiaye        | 9 août 2005       | 1,88 m | France      | Pivot         |
| 7      | Thea Heleno           | 3 janvier 2005    | 1,62 m | France      | Meneuse       |
| 9      | Myriam Djekoundade    | 2 janvier 1998    | 1,85 m | France      | Ailière       |
| 12     | Zoé Uriarte           | 15 juin 2006      | 1,80 m | France      | Ailière       |
| 13     | Sixtine Macquet       | 5 décembre 2000   | 1,96 m | France      | Pivot         |
| 14     | Clarince Djaldi-Tabdi | 6 décembre 1995   | 1,84 m | France      | Ailière forte |
| 15     | Luisa Geiselsöder     | 10 février 2000   | 1,92 m | Allemagne   | Pivot         |
| 16     | Yohana Ewodo          | 21 février 2001   | 1,82 m | France      | Arrière       |
| 24     | Destiny Slocum        | 9 septembre 1997  | 1,70 m | États-Unis  | Meneuse       |
| 28     | Louise Bussiere       | 7 août 2002       | 1,80 m | France      | Arrière       |
| 32     | Leïla Lacan           | 2 juin 2004       | 1,82 m | France      | Meneuse       |
| 42     | Kourtney Treffers     | 8 août 1994       | 1,89 m | France      | Ailière forte |

Entraîneuse :  Julie Barennes
Entraîneuse assistante :  Shona Thorburn
Analyste vidéo :  Olivier Constant

### Joueuses emblématiques
- Marion Laborde
- Anaïs Le Gluher-Cano
- Jennifer Humphrey
- Elisabeth Montero
- Bineta Diouf
- Carmen Guzman[25].
- Julie Barennes
- Céline Dumerc
- Marie-Ève Paget
- Marine Fauthoux
- Kendra Chery
- Leila Lacan
- Luisa Geiselsöder

### Maillots retirés
- Miranda Ayim[26] (21)
- Carmen Guzman
- Jennifer Humphrey

## Identité visuelle

### Couleurs et maillots
Les couleurs du club sont le bleu et le blanc.

### Logo

Ancien logo.
Logo actuel.